# Annas pagasts
Annas pagasts er en territorial enhed i Alūksnes novads i Letland. Pagasten havde 497 indbyggere i 2010 et 463 indbyggere i 2016 og omfatter et areal på 52,61 kvadratkilometer. Hovedbyen i pagasten er Anna.